# 辛應乾
辛應乾（1521年—1592年），初名辛子厚，避世庙讳，改應乾，字伯符，號順菴，山東青州府安丘縣人，民籍，明朝政治人物。

## 生平
嘉靖三十一年（1552年）壬子科山東鄉試第二十五名舉人。嘉靖四十一年（1562年）中式壬戌科會試第二百八十九名，三甲第四十一名進士。初授山西長治縣知縣，歷山西壺關縣知縣，升户部主事，督江南漕运，升郎中，督饷永平，升为直隸永平府知府，萬曆二年（1574年）二月升山西井陉兵备副使，进参政、按察使，八年三月升右布政使，十月遷左布政，十二月升都察院右僉都御史、巡撫山西、提督雁門等關，十一年閏二月升南京兵部右侍郎，十月升兵部左侍郎、協理京營戎政，十五年自陈致仕。萬歷二十年九月十四日卒，享年七十二，次年賜祭葬。

## 著作
辑《山西丈地簡明文册》。

## 家族
曾祖辛增，壽官；祖父辛睿，訓導；父辛禮，義官。母朱氏。永感下。兄辛子中。元配赵淑人，先公卒；继娶两孙氏、赵氏、曹氏。長子辛衍庆，太学生，赵氏出；仲子辛衍泽，官生；三子辛衍芳，孙氏出。季子辛衍馨，曹氏出。